# Nygård (Helsingør Kommune)
 For alternative betydninger, se Nygård. (Se også artikler, som begynder med Nygård)
Nygård er en landsby i Nordsjælland. Byen ligger i Hellebæk Sogn og er dermed en del af Helsingør Kommune og Region Hovedstaden. Der er 5 kilometer til Helsingørs centrum (øst for Nygård) og 3 kilometer til Hellebæk (mod nord). Mod vest afgrænses Nygård af Skindersøvej, og Esrumvej går gennem byen.
Byen har fået sit navn fra gården Nygaard, som oprindeligt var en udflyttergård fra landsbyen Holmegaarde og rykkede til sin nuværende placering i slutningen af 1700-tallet. I 1939 blev Nygaard Skole opført, og først i 1940'erne opstod et bysamfund omkring denne skole.